# Brut y Tywysogion

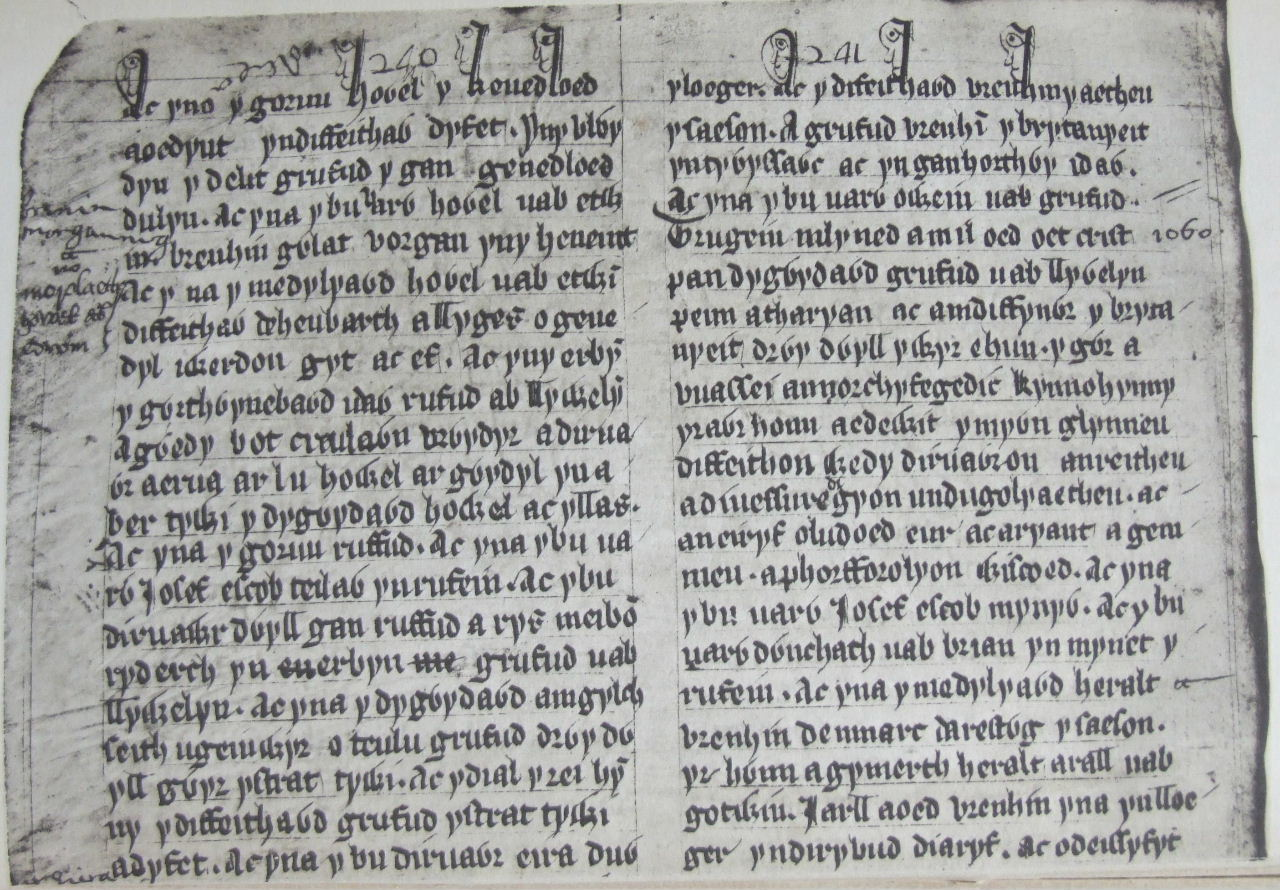
Deux feuillets du Livre rouge de Hergest.

Le Brut y Tywysogion (ou La chronique des princes) est un recueil de chroniques  médiévales en langue galloise, dont il existe plusieurs manuscrits, qui sont des traductions d'un document latin qui a été perdu. 
C'est  une des plus importantes sources primaires de l'histoire du Pays de Galles. 
Ces chroniques médiévales sous forme d'annales servaient de continuation à l'Historia Regum Britanniae de Geoffroy de Monmouth.
Les versions les plus importantes sont le Peniarth MS. 20 et le Livre rouge de Hergest. Le Peniarth MS. 20 commence ses chroniques en 681 avec la mort de Cadwaladr et les termine en 1332.
On pense que ces chroniques ont été écrites à l'abbaye de Strata Florida. Elles étaient conservées au XIe siècle dans l'abbaye de Llanbadarn. 
Des chroniques d'autres abbayes ont également été utilisées pour la rédaction de l'ouvrage.